# Nemoria approximaria
Nemoria approximaria là một loài bướm đêm trong họ Geometridae.